# Büroplanung
Die Büroplanung bildet als Bedarfsklärung die Arbeitsgrundlage für die Bauplanung von Bürohäusern durch Architekten und Ingenieure. Im Gegensatz zur technischen Bauplanung ist die Bedarfsplanung vorrangig eine Aufgabe des Nutzers oder Bauherrn, um Ziele, Anforderungen und Rahmenbedingungen der Bauaufgabe festzulegen.
Typische Optimierungsziele im Rahmen der Büroplanung
- effizientere Geschäftsprozesse
- höhere Flächenwirtschaftlichkeit
- Verbesserung der Zufriedenheit, Identifikation und Motivation von Mitarbeitern
- zeitgemäße Selbstdarstellung der Organisation nach innen und außen

Um- und Neubauten von Bürohäusern bieten nämlich die Chance, nahezu sämtliche Aspekte einer Organisation zu überdenken und die Ergebnisse in der Bauplanung zu berücksichtigen.
Der amerikanische Architekt William M. Peña hat in den 1950er Jahren eine Methode für das Zusammenwirken von Laien und Architekten bei der Konzeption und Planung komplexer Bauaufgaben entwickelt, die seit ihrer Veröffentlichung 1969 unter dem Titel »Problem Seeking« als Standard für die systematische Bedarfsplanung gilt.
Im Folgenden sind die 24 wichtigsten Aspekte der Bedarfsplanung in 9 Themengruppen sowie die entsprechenden Entscheidungs-, Gestaltungs- und Optimierungspotenziale skizziert.

## Akzentuierung
| Priorität  | |
|            | Ordnen der Anforderungen nach ihrer Wichtigkeit. Strategische Ziele haben Vorrang. Es gilt zum Beispiel abzuwägen, was wichtiger ist: Kundenvertrauen oder [lästige] Sicherheitsbarrieren. Sollen Kommunikation und kurze Wege gefördert werden, sind offene Espressobars zielführender als Teeküchen [dunkle Nebenräume in Toilettennähe], attraktive Treppen und Wege besser als Aufzüge. |
| Hierarchie | |
|            | Flächen und Räume können Machtstrukturen abbilden, Abgrenzung oder Zusammenhänge betonen. Als typische Schwellen gelten Vorstandsgeschosse und Vorzimmer, falls sie unnötige Distanz schaffen. |
| Charakter  | |
|            | Der Charakter des Gebäudes und seiner Räume prägt den ersten Eindruck. Hier lassen sich die unverwechselbaren Merkmale einer Organisation, die sie von anderen unterscheiden, mit den Mitteln der Gestaltung nach innen und außen wirkungsvoll darstellen. |

## Gruppierung
| Gruppierung von Prozessen | |
|                           | Dabei gilt es zwischen Abteilungs- und Prozessanforderungen abzuwägen: Organisationseinheiten gegen Störungen von außen abzugrenzen und Abläufe über die Grenzen der beteiligten Abteilungen hinweg zu optimieren.                                                                                        |
| Gruppierung von Diensten  | |
|                           | Für manche Dienste kann eine Zentralisierung kostengünstiger sein [Gruppen- statt Arbeitsplatzdrucker, Zentral- statt Abteilungsarchiv], für andere eine Dezentralisierung die bessere Lösung, um Rüstzeiten einzusparen [dezentrale Besprechungsräume] oder den Zugriff zu vereinfachen [Gruppenarchiv]. |
| Gruppierung von Personen  | |
|                           | Arbeitsgruppen und Teamstrukturen funktionieren besser, wenn das Gefühl der Zusammengehörigkeit auch räumlich unterstützt wird. Überschaubare kleine Gruppen funktionieren besser als große. Gruppierungen, die Prozessen entsprechen, sind besser als räumliche Abbilder des Organigramms.               |

## Nähe
| Dichte        | |
|               | Dichte schafft Nähe, minimiert Wege, spart Fläche. Störungen können durch Abstand – zu Lasten der Dichte – oder durch akustische Maßnahmen und Abschirmungen vermieden werden. |
| Nachbarschaft | |
|               | Teamgeist ist so ähnlich wie gute Nachbarschaft. Voraussetzungen sind Abschirmung und zugleich die Betonung der Zusammengehörigkeit durch räumliche Nähe. Es gilt abzuwägen zwischen dem, was gegenseitige Hilfe und Gemeinschaft fördert, sozialer Kontrolle und kontraproduktiven Störungen. |
| Zugang        | |
|               | Mehrere Zugänge sind aufwändig zu betreiben, erschweren Kontrolle und Orientierung. Dennoch kann es sinnvoll sein, für unterschiedliche Verkehrsströme differenzierte Zugänge zu haben. Offener Zugang zu Informationen erleichtert deren Verbreitung aber auch den Diebstahl von Daten. Abschottungen behindert die Kommunikation und erschwert die Umwandlung von persönlichem in kollektives Wissen. |

## Verbindungen
| Heimat        | |
|               | Jeder braucht ein Stück Heimat, mit dem er sich – mit einem gewissen Stolz – identifiziert. Wenn es dafür kein symbolisches Angebot gibt [unsere Teamlounge], schafft sich jeder seine Heimat [mein Büro], was die soziale Integration eher behindert. |
| Beziehungen   | |
|               | Beziehungen sind das Öl effektiver Organisationen, weil sie Selbstregulierung, kollegiale Hilfe und Zusammengehörigkeit unterstützen. Sie entstehen jedoch meist zufällig in einer informellen Umgebung. Informell, aber zweckdienlich gestaltete [nicht lieblos sich selbst überlassene] Zwischenräume können das Wachstum sozialer Netze fördern und hinderliche Distanzen abbauen.       |
| Kommunikation | |
|               | Persönlicher Austausch von Informationen und Wissen ist in unterschiedlichen Formen wichtig. Formelle Besprechungsräume verleiten zu Langatmigkeit, sind für kreative Prozesse kaum geeignet und für gruppendynamische Prozesse oft nicht ideal. Räumliche Nähe, zufällige informelle Begegnungen unterstützen den unbürokratischen raschen Austausch von explizitem und implizitem Wissen. |

## Erschließung
| Orientierung      | |
|                   | Wegweiser sind hilfreich, ersetzen aber nicht »natürliche« Merkmale der Orientierung: Wahrnehmung des Außenraumes, Kontraste und Abwechslung im Ambiente. Orientierungspunkte ziehen Aufmerksamkeit auf sich und verhindern das unbewusste Empfingen, in einer reizlosen Umgebung zu sein. |
| Sicherheit        | |
|                   | Was muss vor Zugriff, Beschädigung, Zerstörung, Diebstahl oder Missbrauch geschützt werden? Mit welchen Mitteln? Die eingesetzten Mittel und Systeme sollten dem potenziellen Schaden [hoch, mittel, gering] angemessen und möglichst flexibel anzupassen sein.                            |
| Zutrittskontrolle | |
|                   | Welche Bereiche müssen überwacht werden? Wie kann die Bewegungsfreiheit für Berechtigte sichergestellt werden und zugleich die Bewegungsfreiheit von weniger Berechtigten eingeschränkt werden?                                                                                            |

## Bewegung
| Trennung   | |
|            | Es kann sinnvoll sein, Bewegungen von Menschen, Gütern und Fahrzeugen zu trennen: durch Markierungen, Barrieren, Ebenen, Wände. |
| Mischung   | |
|            | Genauso sinnvoll kann es sein, unterschiedliche Bewegungsströme zu mischen, um Begegnung zu fördern oder Flächen zu sparen. Die Überlagerung von Bedienungsflächen von Möbeln und Verkehrswegen kann in Büroflächen zu beträchtlichen Einsparungen führen. Wenn zum Beispiel der Weg zur Toilette an den [dezentralen] Postfächern vorbeiführt, werden diese öfters geleert. |
| Gliederung | |
|            | Zu den unnötigsten Beschwernissen im Büroalltag gehören unnütze Wege, die durch unlogische Anordnung von Einrichtungen und Hilfsmitteln erforderlich sind. |

## Zukunftssicherheit
| Flexibilität | |
|              | Flexibilität hat zumindest drei Dimensionen: Erweiterbarkeit bei Wachstum, Aufteilbarkeit bei Umorganisationen, Anpassungsfähigkeit an Nutzungsänderungen. Es ist wichtig, für jede Fläche und jedes technische System die Art der Flexibilität zu präzisieren, die ggf. gefordert wird, denn alle Formen der Flexibilität sind gleichzeitig kaum machbar, jedenfalls nicht kostengünstig. |
| Toleranz     | |
|              | Besser als ein Maßanzug ist eine Lösung, die Reserven beinhaltet, die bei Bedarf aktiviert werden können. Bebauungsreserven, die später genutzt oder einstweilen vermietet werden können, unterstützende Lüftung, die bei Bedarf zu einer Teilklimatisierung ausgebaut werden kann. |

## Arbeitsumwelt
| Energieeffizienz | |
|                  | Kühllasten sind das Hauptproblem in Bürohäusern. Sie kommen grob zu je einem Drittel von außen, von Elektrogeräten in den Räumen und von den Nutzern selbst. Die größten Einsparungen sind in der Planung möglich, durch zielorientiert proportionierte Baumassen, energiewirtschaftliche Fassaden und Schutzsysteme gegen Wärmestrahlung. Auch bei den inneren Lasten sind große Einsparungen durch den Einsatz energiesparender Geräte [Thin Clients, Laptops und Gruppendrucker] und Leuchten [mit Tageslicht und Präsenz abhängiger Schaltung] möglich. |
| Umweltkontrolle  | |
|                  | Die physiologischen Rahmenbedingungen sind entscheidend für die Leistungsfähigkeit der Mitarbeiter. Beleuchtung, die nicht dem Biorhythmus entspricht, schlechtes Klima, akustische Störungen sind nicht nur die häufigsten Ursachen von Mitarbeiterbeschwerden, sondern zugleich erwiesene Produktivitätshemmer. |

## Realisierung
| Zeit   | |
|        | Mitunter ist es erforderlich oder sinnvoll, räumliche Veränderungen in Phasen zu gliedern. Fast immer jedoch ist es ratsam, eine bauliche Maßnahme als eine Entwicklungsphase einer Organisation zu verstehen und potenzielle künftige Phasen bei der Planung zu berücksichtigen. |
| Kosten | |
|        | Die oben geschilderten Optimierungspotenziale stellen sicher, dass eine Organisation das bekommt, was sie braucht. Dennoch bleibt die Frage nach den Kosten, denn Bauen ist teuer, nicht zuletzt auch durch Irrtümer und Fehlplanungen. Ob eine Lösung preiswert ist, entscheidet letzten Endes der erzielte Nutzen. Der kann ein Vielfaches zielgerichteter Zusatzinvestitionen betragen, wenn zum Beispiel energiesparende Techniken eingesetzt werden, um die Betriebskosten zu senken oder für Mitarbeiter ein motivierendes Ambiente geschaffen wird, das die Produktivität unter dem Motto: »Form follows function – but not too close« steigert. Außerdem gilt »Weniger ist oft mehr«, beispielsweise wenn zu Gunsten der Flächenwirtschaftlichkeit und einer zeitgemäßen Organisationskultur lange Korridore oder Quadratmeterzuschläge für Mitarbeiter höherer Hierarchieebenen eingespart werden. |